# Université de Nairobi
L'université de Nairobi (UON) est la plus grande université du Kenya, basée dans la capitale, Nairobi. Bien que sa fondation comme établissement d'enseignement supérieur remonte à 1956, elle n'est devenue une université indépendante qu'en 1970, lorsque l'université d'Afrique orientale fut divisée en trois universités indépendantes : l'université Makerere en Ouganda, l'université de Dar es Salaam en Tanzanie, et l'université de Nairobi.
En 2002, l'université accueille 22 000 étudiants, dont 17 200 en premier cycle.

## Histoire
La création de l'université de Nairobi remonte à 1956, avec la création du collège royal technique qui admet son premier lot d'étudiants d'un niveau de troisième cycle pour les cours techniques en avril de la même année. Le Royal Technical College est transformé le 25 juin 1961 et fait dorénavant partie de l'université d'Afrique orientale, sous le nom de Collège royal de Nairobi. Le collège a alors une relation spéciale avec l'université de Londres et permet aux étudiants d'être préparés aux facultés britanniques des Arts, des Sciences et d'Ingénierie.
Le 20 mai 1964, le Collège royal de Nairobi est renommé Collège universitaire de Nairobi en tant que collège constituant un échelon inférieur à l'université d'Afrique orientale. Désormais, les étudiants inscrits le sont plutôt pour des diplômes de l'université d'Afrique orientale plutôt que de l'université de Londres. En 1970, le Collège universitaire de Nairobi est transformé en la première université nationale du Kenya et est renommé de l'Université de Nairobi.
Récemment, l'université a tissé des liens avec l'université de Rome « La Sapienza » (Italie) et la Vrije Universiteit Brussel (Belgique) principalement à des fins de financement de recherche.

## Collèges de l'université
Compte tenu de l'expansion rapide et de la complexité de l'administration, l'université connaît une importante restructuration en 1983 résultant de la décentralisation de l'administration par la création de six collèges gérés par des directeurs de campus.
- Le collège d'Agriculture et Sciences vétérinaires (campus supérieur Kabete) ;
- Le collège d'Architecture et d'Ingénierie (campus principal) ;
- Le collège des Sciences biologiques et physiques (campus Chiromo) ;
- Le collège d'Éducation et d'études externes (campus Kikuyu) ;
- Le collège des Sciences sanitaires (hôpital Kenyatta National) ;
- Le collège des Sciences humaines et sociales (campus principal).

## Facultés

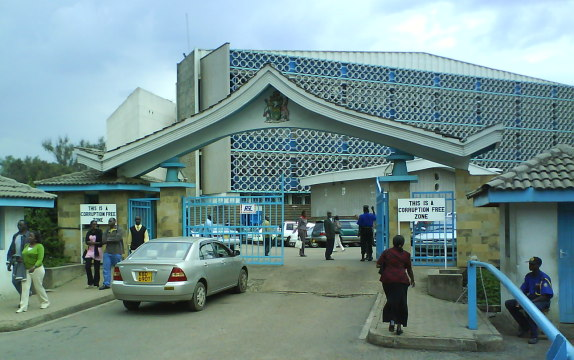
Vue de l'entrée principale.

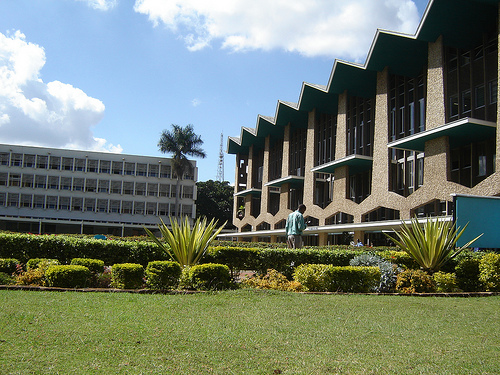
Vue du bâtiment administratif (à droite).

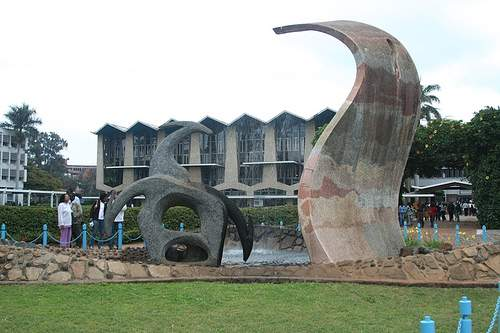
Vue sur la fontaine de la connaissance.

- Centre de Biotechnologie et de Bio-informatique
- Centre de Prévention et de Recherche
- Centre pour la Formation ouverte et à distance
- Faculté d'Agriculture
- Faculté des Arts
- Faculté de Médecine vétérinaire
- Institut de Développement scolaire
- Institut d'Anthropologie et d'études africaines
- Institut de diplomatie et d'études internationales
- Institut des Sciences nucléaires et technologiques
- Institut des Maladies tropicales et infectieuses
- Campus des Sciences du Kenya
- Institut démographique
- École de Droit
- École de Médecine
- École des Sciences biologiques
- École de Commerce
- École d'Informatique
- École d'Enseignement à distance
- École des Sciences dentaires
- École d'Économie
- École d'Éducation
- École d'Ingénieur
- École de Journalisme
- École de Mathématiques
- École des Sciences infirmières
- Faculté de Pharmacie
- École des Sciences physiques
- École des Arts et du Design
- École de Construction
- L'Institut pour la paix Wangari Maathai et les études environnementales
- Conseil des études supérieures
- Centre pour les programmes internationaux

## Personnalités liées à l'université

### Professeurs
- Emelda Okiro, chercheuse kényane en santé publique.
- Sylvia Shitsama Nyamweya, première neurochirurgienne kényane.

### Étudiants
- Iman
- Joseph Ole Lenku
- Monica Juma
- Mukami Kimathi
- Philo Ikonya
- Marie-Christine Gasingirwa
- Asenath Bole Odaga
- Sylvia Shitsama Nyamweya
- Chebet Lesan
- Njoki Susanna Ndung'u
- Anne-Beatrice Kihara
- Milka Chepkorir
- Washington Yotto Ochieng
- James Gita Hakim
- Philomena Mwilu
- Idza Luhumyo